# AAI Corporation
Die AAI Corporation war ein Unternehmen zur Erbringung von (meist luftfahrttechnischen) Dienstleistungen für die US-Streitkräfte. Dazu gehört die Durchführung von Testreihen, Simulationen, Wartungsarbeiten und Transportaufgaben.

## Geschichte
1950 wurde die Aircraft Armaments Inc. gegründet und Ende der 1950er in AAI Corporation umbenannt.
Seit 1985 engagierte sich AAI im Markt der militärischen Drohnen. Die erste Entwicklung war die AAI RQ-2 Pioneer, die in Zusammenarbeit mit Israel Aircraft Industries entwickelt wurde. Das aktuelle Modell nennt sich AAI RQ-7 Shadow.
2007 erfolgte die Übernahme des Unternehmens durch Textron und AAI Corporation wurde in Textron Systems integriert.